# Formothion
Formothion ist eine chemische Verbindung aus der Gruppe der Thiophosphorsäureester. Formothion wird als Insektizid verwendet, in Deutschland war es von 1971 bis 1974 zugelassen.
Die Verwendung des Wirkstoffs Formothion in Pflanzenschutzmitteln ist in der Europäischen Union nicht erlaubt.
In Deutschland, Österreich und in der Schweiz sind heute keine Pflanzenschutzmittel zugelassen, die Formothion als Wirkstoff enthalten.

## Gewinnung und Darstellung
Formothion kann durch Reaktion von Chloressigsäurechlorid und N-Methylformamid mit O,O-Dimethyldithiophosphorsäure (DMPA) und Ammoniumhydroxid gewonnen werden.

## Verwendung
Formothion wird als Insektizid gegen eine Vielzahl von Insekten mit saugendem Mundwerkzeug und Minierern verwendet, wie Röhrenblattläuse, Käfern, Zwergzikaden, Napfschildläuse sowie gegen einige Insekten mit kauendem Mundwerkzeug und Spinnmilben, die sich auf Feldfrüchte, Obstbäume, Zitrus- und andere tropische Früchte, Wolle, Zierpflanzen, Reis, Tabak und verschiedene Gemüsesorten ansiedeln.